# Sankt Gilgen
Sankt Gilgen är en ort och kommun i Österrike. Den ligger vid sjön Wolfgangsee i distriktet Salzburg-Umgebung i förbundslandet Salzburg,  250 kilometer väster om huvudstaden Wien. 
Kommunen består av åtta orter (Ortschaften) (inom parentes invånarantal 1 januari 2024):

- Gschwand (931)
- Laim (406)
- Oberburgau (102)
- Pöllach (730)
- Ried (374)
- Sankt Gilgen (1 184)
- Unterburgau (37)
- Winkl (308)